# Arts plastiques au VIIIe siècle
Arts plastiques au VIIe siècle - Arts plastiques au VIIIe siècle - Arts plastiques au IXe siècle
Chronologie des arts plastiques

## Événements
- 707 : agrandissement de la cathédrale copte de Faras, en Nubie.  Début de la réalisation du premier programme de fresques à l'époque de l'évêque Paulos[1].

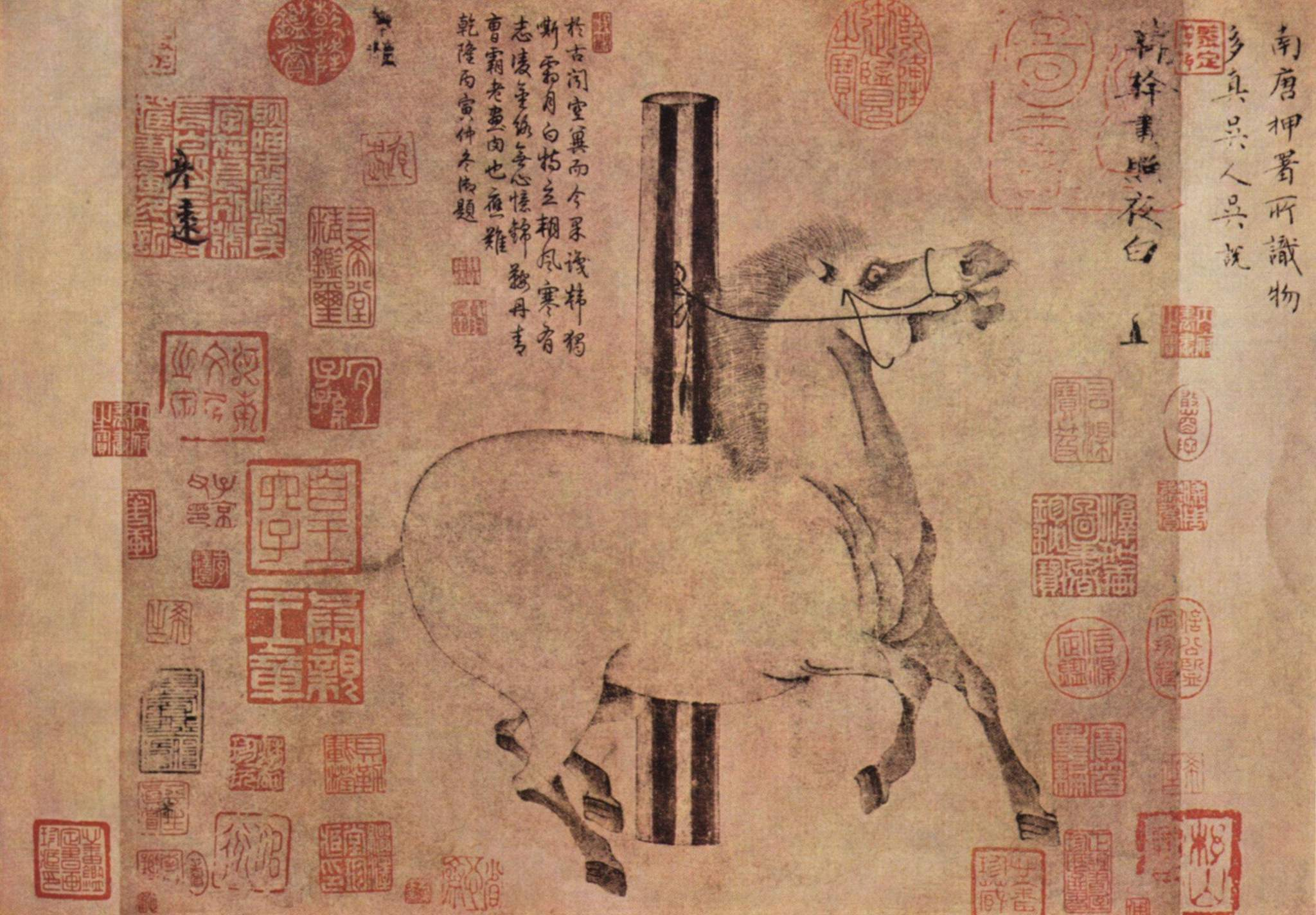
Le cheval lumière vive dans la nuit attaché à un piquet, encre sur papier attribué à Han Gan

- 742-756 : activité du peintre animalier chinois Han Gan, qui peint des chevaux[2].
- Vers 770 : calice de Tassilon, conservé dans le trésor de l'abbaye de Kremsmünster en Autriche, caractéristique du style III dans l'art animalier germanique, qui se développe dans la seconde moitié du siècle à la périphérie des royaumes carolingiens[3].